# شوجو ناكاي
شوجو ناكاي (باليابانية: 中井 昇吾) (19 يونيو 1984 في أوتسو في اليابان – )؛ هو لاعب كرة قدم ياباني سابق كان يلعب كلاعب وسط.

## وصلات خارجية
- شوجو ناكاي على موقع رابطة كرة القدم اليابانية للمحترفين (اليابانية)